# Salbitschijenbiwak
Das Salbitschijenbiwak ist eine Schutzhütte der Sektion Mythen des Schweizer Alpen-Clubs in den Urner Alpen im Kanton Uri in der Schweiz.

## Lage und Betrieb
Das Biwak steht am Südwestfuss des Salbitschijen auf 2400 m ü. M. Es wird von der Sektion Mythen des Schweizer Alpen-Clubs betrieben und ist nicht bewartet.

## Geschichte
Die 1967 erbaute einfache, kleine Unterkunft ist ausschliesslich für Selbstversorger gebaut, im Hochsommer und Herbst ist auch Wasser mitzubringen. Gaskocher und Geschirr sind vorhanden. Sie bietet eine Aussicht zur vergletscherten Dammakette und zum Sustenhorn.
Seit der Inbetriebnahme der Hängebrücke Salbitbrücke 2010 ist der Zugang von der Salbithütte der bequemere und sicherere Weg zum Salbitschijenbiwak. Man vermeidet damit den kürzeren, steilen und steinschlaggefährdeten Aufstieg durch die Spicherribichelen.

## Zustiege
- Von Göschenertal, Ulmi (Posthaltestelle Salbit) 1195 m ü. M. oder Grit (Parkplatz) 1195 m ü. M. über Regliberg 1680 m ü. M.  zur Salbithütte 2105 m ü. M. über die Salbitbrücke (Normalroute) in 3 ½ bis 4 Stunden, 1250 Höhenmeter, Schwierigkeitsgrad T3. Postautobetrieb im Sommerhalbjahr (Reservation nötig)
- Von der Voralpkurve durch die Spicherribichelen in 2 ½ Stunden, 1000 Höhenmeter, T5.

## Alpinklettern
- Salbitschijen 2985 m ü. M.
- Salbitschijen-Westgrat 2840 m ü. M., 35 Seillängen anspruchsvolle Gratkletterei, gilt als eine der schönsten ihrer Art im Alpenraum